# CF Găgăuzia
El CF Găgăuzia es un club de fútbol moldavo de la ciudad de Comrat, Gagauzia, y fundado en 1992 como Bugeac Comrat. El equipo disputa sus partidos como local en el Stadionul Comrat y juega en la Divizia A. El club fue el primer campeón de la Copa de Moldavia en 1992, el único título que ha ganado en su historia.

## Historia
El club fue fundado en 1992 como Bugeac Comrat y participó en la Divizia Naţională de 1992, la primera edición de la primera división moldava tras la disolución de la Unión Soviética y la creación del campeonato nacional moldavo. Disputó cinco temporadas hasta que en 1996 descendió a segunda división. 
El gran éxito del club fue proclamarse campeón de la primera edición de la Copa de Moldavia en 1992, cuando goleó al Tiligul-Tiras Tiraspol 5-0 en la final. En 1996 se fundó el equipo de la Universidad de Comrat y compró el lugar del Bugeac en la Divizia „A”. En 2007, el equipo cambió su nombre a USC Găgăuzia Comrat y en 2009 CF Găgăuzia.

## Palmarés
- Copa de Moldavia
  - Campeón: 1992